# Le Roi Scorpion : L'Ascension de l'Akkadien
Le Roi Scorpion : L'Ascension de l'Akkadien (The Scorpion King: Rise of the Akkadian) est un jeu vidéo d'action-aventure développé par Point of View, Inc. et édité par Universal Interactive, sorti en 2002 sur GameCube et PlayStation 2.
Le jeu est une préquelle du film Le Roi Scorpion.

## Accueil
- Jeux vidéo Magazine : 7/20[1]
- Jeuxvideo.com : 9/20[2]